# Eurasburg (Oberbayern)

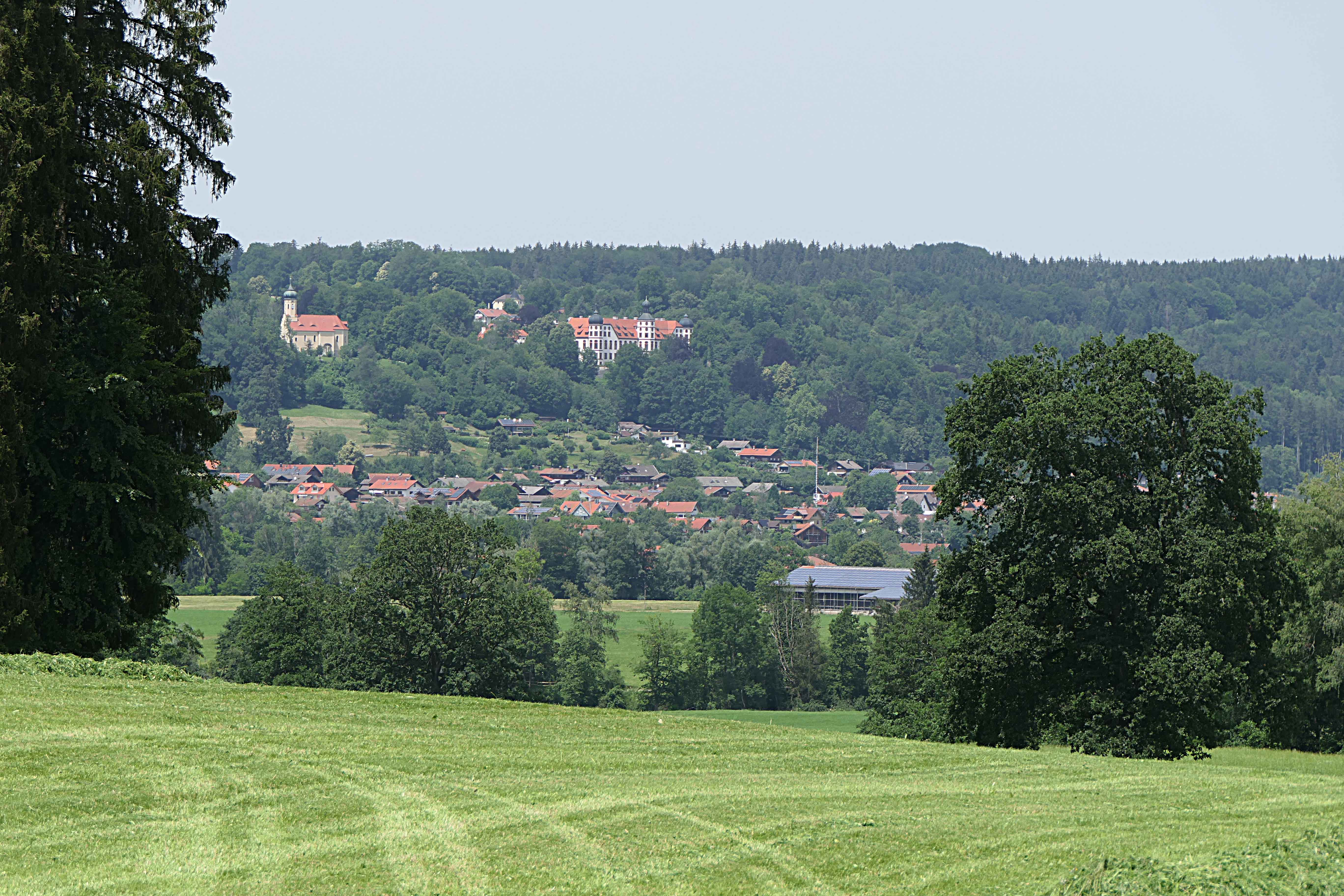
Eurasburg im Loisachtal von Südosten

Eurasburg ist eine Gemeinde im oberbayerischen Landkreis Bad Tölz-Wolfratshausen. Das Gemeindegebiet liegt zwischen Isar und Starnberger See, es erstreckt sich über das Loisachtal mit den ihr zu beiden Seiten angrenzenden Erhebungen.

## Gemeindeteile
Es gibt 51 Gemeindeteile (in Klammern ist der Siedlungstyp angegeben):
- Achmühle (Dorf)
- Adelsreuth (Einöde)
- Babenstuben (Einöde)
- Bachbauer (Einöde)
- Baierlach (Dorf)
- Berg (Kirchdorf)
- Bergbauer (Einöde)
- Beuerberg (Pfarrdorf)
- Bierbichl (Dorf)
- Blöcken (Einöde)
- Brandstätt (Einöde)
- Bräumann (Einöde)
- Bruggen (Dorf)
- Eurasburg (Kirchdorf)
- Faistenberg (Dorf)
- Filzbuch (Einöde)
- Frettenried (Einöde)
- Gasteig (Weiler)
- Haag (Einöde)
- Habichtgraben (Einöde)
- Haidach (Weiler)
- Hainzenau (Einöde)
- Happerg (Dorf)
- Hofstätt (Weiler)
- Hohenleiten (Weiler)
- Höhl (Einöde)
- Impleiten (Einöde)
- Lengenwies (Dorf)
- Loh (Einöde)
- Maierwald (Weiler)
- Mandl (Einöde)
- Märzanderl (Einöde)
- Oberfeld (Einöde)
- Oberherrnhausen (Dorf)
- Oberhof (Einöde)
- Oed (Einöde)
- Putzlehen (Einöde)
- Quarzbichl (Weiler)
- Rohr (Einöde)
- Schaberer (Einöde)
- Schwaig (Weiler)
- Schwarzlehen (Einöde)
- Speck (Weiler)
- Sprengenöd (Einöde)
- Steingrub (Einöde)
- Sterz (Einöde)
- Unterherrnhausen (Dorf)
- Waltersteig (Einöde)
- Wammetsberg (Weiler)
- Winkl (Einöde)
- Zwitzenlehen (Einöde)

Die beiden größten Orte sind Eurasburg und Beuerberg.

## Geschichte

### Bis zur Gemeindegründung
Die Lage nahe dem Starnberger See bewog wahrscheinlich die ersten Iringer, die alte Iringsburg im Loisachtal zu errichten. Die Hofmark der Iringer – die der Gemeinde den Namen gab – reichte von Herrnhausen bis zum Starnberger See und von Wolfratshausen bis an das Gebiet des Klosters Benediktbeuern.
Albert von Iringsburg wurde als Anhänger Kaiser Heinrichs IV. von Papst Gregor mit dem Kirchenbann belegt. Als Sühne für ihren Ehemann und Vater gründeten Berta von Iringsburg und ihre Söhne Otto und Eberhard im Jahre 1121 das Augustinerstift Kloster Beuerberg. Das Kloster betreute die kirchlichen Einrichtungen der ganzen Hofmark.
Der „Leuchtenberger“ Herzog Albrecht VI. ließ 1626 die alte Iringsburg abreißen. Das heutige Schloss wurde im Stil der Spätrenaissance auf dem Tischberg über der Stadt erbaut. Wer die Pläne des Schlosses entwarf, ist unklar; der immer wieder in der Literatur genannte Peter Candid ist nicht in Eurasburg nachgewiesen. Im Zuge der Verwaltungsreformen im Königreich Bayern entstand mit dem Gemeindeedikt von 1818 die heutige Gemeinde.

### 20. Jahrhundert
Das Schloss fiel 1976 mit seiner wertvollen Innenausstattung einem Brand zum Opfer. Im wiederaufgebauten Schloss befinden sich heute ausschließlich Eigentumswohnungen.

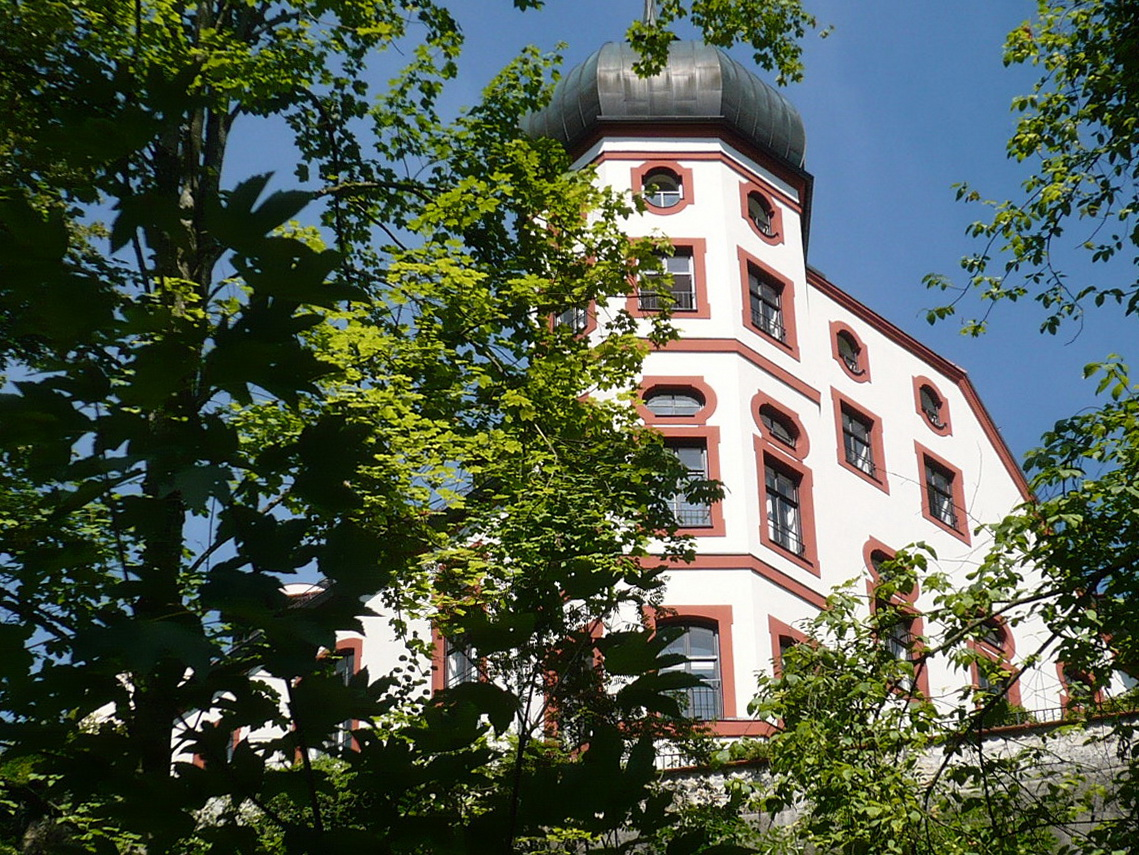
Schloss Eurasburg

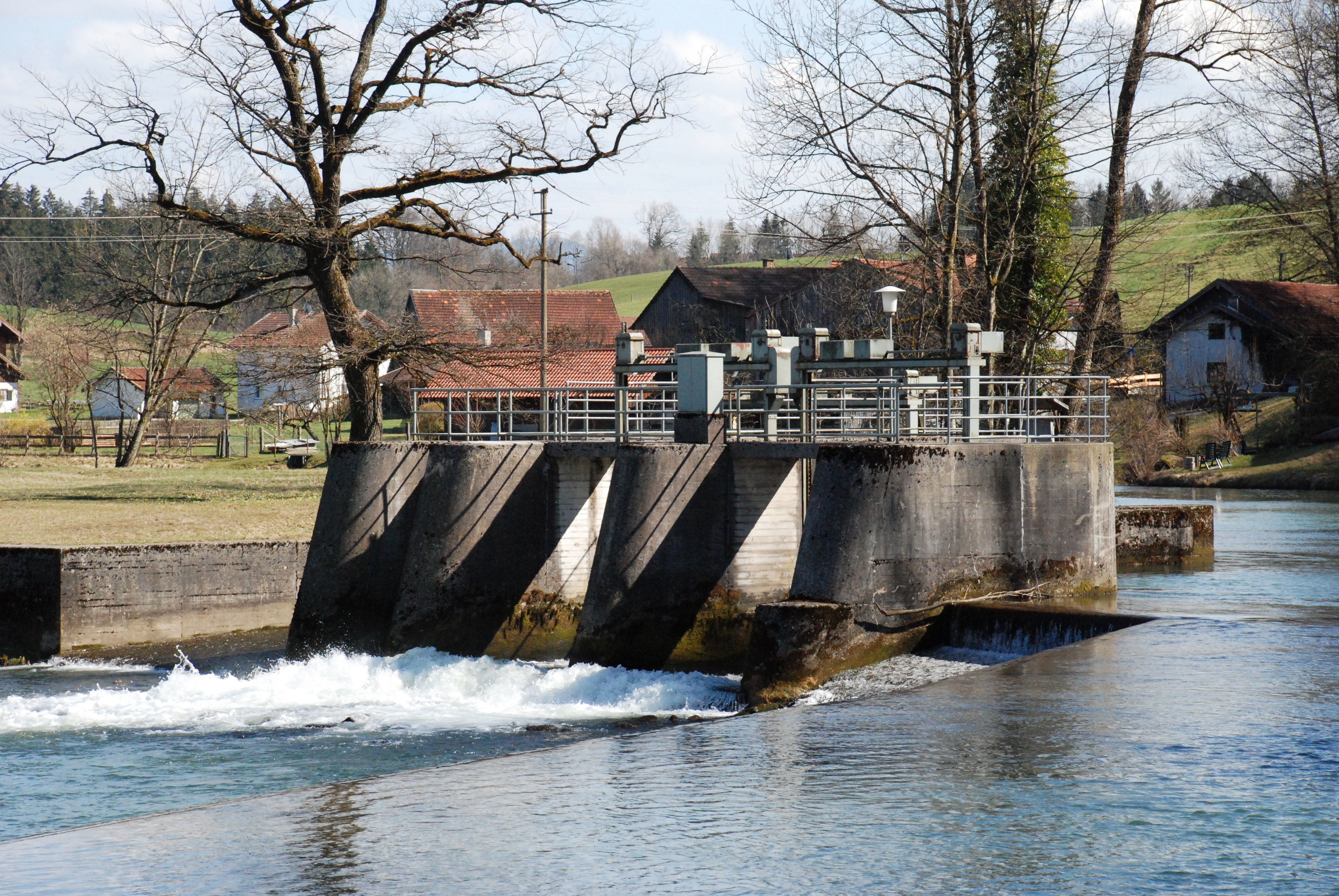
Wehr der Loisach in Beuerberg

### Eingemeindungen
Im Zuge der Gebietsreform in Bayern wurden am 1. Mai 1978 die Gemeinden Beuerberg und Herrnhausen sowie Gebietsteile der aufgelösten Gemeinde Degerndorf eingegliedert.

### Einwohnerentwicklung
Zwischen 1988 und 2018 wuchs die Gemeinde von 2979 auf 4300 um 1321 Einwohner bzw. um 44,3 %.

## Politik

### Gemeinderat
Nach der Kommunalwahl am 15. März 2020 hat der Gemeinderat 16 Mitglieder. Die Wahlbeteiligung lag bei 68,3 %.
| Gemeinderatswahl Eurasburg 2020Wahlbeteiligung: 68,3 % 3020100 24,6 %22,4 %12,9 %12,5 %10,8 %7,1 %6,9 %2,9 % GWVaGrüneELcFWSAdCSUHLfUWgAfDGewinne und Verlusteim Vergleich zu 2014 %p 6 4 2 0 −2 −4 −6 −8+4,5 %p+2,8 %p−6,7 %p−0,5 %p−3,9 %p± 0,0 %p+1,0 %p+2,9 %pGWVGrüneELFWSACSUHLUWAfDAnmerkungen:a Gemeinsame Wählervereinigungc Eurasburger Listed Freie Wählerschaft Achmühlef Herrnhauser Listeg Unabhängige Wähler | Sitzverteilung im Gemeinderat Eurasburg seit 2020Insgesamt 16 Sitze - Grüne: 4 - EL: 2 - HL: 1 - UW: 1 - GWV: 4 - FWSA: 2 - CSU: 2 |

Weiteres Mitglied und Vorsitzender des Gemeinderates ist der Erste Bürgermeister.

### Weitere Wahlen
In der folgenden Tabelle sind die Ergebnisse von Bundes-, Landtags- und Europawahlen in Eurasburg dargestellt.
| Jahr | Wahl           | Wbt. | CSU  | AfD  | Grüne | SPD  | FDP  | FW   | Linke | BSW | Sonst. |
| ---- | -------------- | ---- | ---- | ---- | ----- | ---- | ---- | ---- | ----- | --- | ------ |
| 2025 | Bundestagswahl | 88,4 | 42,1 | 16,8 | 14,4  | 8,6  | 4,8  | 4,2  | 3,8   | 2,3 | 3,0    |
| 2024 | Europawahl     | 69,8 | 39,6 | 11,0 | 14,7  | 5,7  | 5,3  | 9,0  | 1,5   | 3,4 | 9,8    |
| 2023 | Landtagswahl   | 81,4 | 36,3 | 12,6 | 19,3  | 5,0  | 3,7  | 16,6 | 1,0   | —   | 5,5    |
| 2021 | Bundestagswahl | 86,5 | 34,7 | 7,4  | 13,6  | 12,4 | 13,1 | 10,8 | 2,6   | —   | 5,4    |
| 2019 | Europawahl     | 67,9 | 41,0 | 6,7  | 23,8  | 6,3  | 4,0  | 5,7  | 2,2   | —   | 10,3   |
| 2018 | Landtagswahl   | 81,5 | 35,5 | 7,5  | 28,2  | 4,9  | 4,6  | 9,9  | 2,5   | —   | 6,9    |

### Wappen
| Wappen von Eurasburg | Blasonierung: „In Silber unter rotem Schildhaupt über einer gekürzten, eingeschweiften blauen Spitze, darin eine silberne heraldische Lilie, zwei voneinander abgekehrte rote Widderhörner.“ |
| Wappen von Eurasburg | Wappenbegründung: Das rote Schildhaupt über der eingeschweiften Spitze stammt aus dem Wappen der Herren von Iring (Iringsburg), die Eurasburg gegründet und das Augustinerkloster Beuerberg gestiftet haben. Bis zu ihrem Aussterben im 14. Jahrhundert hatten sie Schloss und Hofmark Eurasburg und die Vogtei Beuerberg inne. Die Widderhörner sind das heraldische Symbol der Thorer (von Hornstein), die 1322 den Herren von Iringsburg im Besitz der Hofmark und der Vogtei nachfolgten und bis 1609 die Geschicke im Gemeindegebiet bestimmten. Die Lilie, ein Mariensymbol, erinnert an die Friedhofskirche von Beuerberg, die früher Marienwallfahrt und bis 1803 Pfarrkirche war. Die blaue Tingierung der eingeschweiften Spitze im Schildfuß verweist auf die Loisach, die das Gemeindegebiet durchfließt. Dieses Wappen wird seit 1982 geführt. |

## Verschiedenes
Die bekannten Lausbubengeschichten von Franz Seitz nach Ludwig Thoma wurden in Beuerburg und Eurasburg sowie der näheren Umgebung gedreht.
Ferner wurde auf dem Einödhof „Sprengenöd“ zwischen den Orten Eurasburg und Beuerberg 1993 von Dagmar Wagner der Dokumentarfilm Das Ei ist eine geschissene Gottesgabe über die Familie Geisberger gedreht.

## Verkehr
Eurasburg wird durch zwei Regionalbuslinien des MVV erschlossen.
| Linie | Linienverlauf                                           | Verkehrsunternehmen |
| ----- | ------------------------------------------------------- | ------------------- |
| 372   | Geretsried – Beuerberg – Eurasburg – Wolfratshausen (S) | RVO                 |
| 374   | Penzberg – Beuerberg – Königsdorf – Wolfratshausen (S)  | RVO                 |

## Sport
Im Ortsteil Schwaig gab es von 1981 bis 1994 einen Eishockeyverein, den EC Schwaig. Mit Ausnahme von einem Jahr Bayernliga spielte der EC durchgehend in der Bayerischen Landesliga. Im Jahre 1989 wurde der ECS Meister in der Landesliga-Bayern Gruppe III und erreichte damit auch zugleich den Aufstieg in die Bayernliga. Ein weiterer Höhepunkt war die Finalteilnahme des Bayernkrug-Pokals 1993, als sich die Mannschaft des ECS erst gegen den 1. EC Senden geschlagen geben musste.

## Persönlichkeiten

### Söhne und Töchter der Gemeinde
- Bonifaz Kaspar von Urban (1773–1858), Erzbischof von Bamberg 1842–1858
- Hermann von Barth (1845–1876), Bergsteiger
- Ernst von Barth zu Harmating (1849–1934), Offizier
- Hans Urban (* 1978), Politiker

### Mit der Gemeinde verbundene Persönlichkeiten
- Hans Kastler (1931–2016), Bildhauer